# Labdakidzi
Labdakidzi – mityczny ród grecki obejmujący potomków Labdakosa. Jego członkami byli: Lajos, Edyp, Polinik, Eteokles, Antygona i Ismena. Ród ma tragiczną historię związaną z życiem Edypa, bratobójczą walką Eteoklesa z Polinejkesem (Siedmiu przeciw Tebom) i konfliktu Antygony z Kreonem zakończonym śmiercią Antygony, jej ukochanego Hajmona oraz żony Kreona – Eurydyki.
Nad rodem Labdakidów ciążyła klątwa, będąca konsekwencją występku Lajosa. Uwiódł on i porwał młodego chłopca, Chrysipposa, którego uczył powożenia rydwanem. Lajosa przeklął ojciec chłopca, stary król Pelopsa.

## Mit o Rodzie Labdakidów
Król Teb Lajos i jego żona Jokasta otrzymali z Delf straszną przepowiednię, która głosiła, iż ich syn zabije ojca i ożeni się z matką. Gdy więc urodził im się syn, Lajos kazał porzucić go w górach, by tam niemowlak zginął. Jednak sługa, któremu to zlecono, ulitował się nad niewinnym dzieciątkiem i zamiast porzucić chłopca, oddał go pasterzowi z Koryntu. Ten zaś zaniósł go na dwór koryncki i oddał bezdzietnej parze królewskiej, która przyjęła go za swojego syna, nadając mu imię Edyp.
Młody Edyp wychowywał się w przeświadczeniu, że jest rodzonym synem królewskiej pary, jednak gdy zaczął dorastać, do jego uszu dochodziło coraz więcej plotek. Postanowił wszystko wyjaśnić i udał się do wyroczni delfickiej, by raz na zawsze skończyć z oskarżeniami, że jest tylko przybranym synem. Tam usłyszał tę samą przepowiednię co Lajos wiele lat wcześniej – że zabije ojca i ożeni się z matką. Ogarnięty strachem zdecydował nie wracać do Koryntu, gdzie – jak myślał – żyją jego rodzice. Wyruszył przed siebie, aby nie pozwolić ziścić się wyroczni. Los pokierował go właśnie w stronę Teb.
Podczas wędrówki, na górskiej drodze wdał się w kłótnię z nieznajomym, ponieważ ten nie ustąpił mu drogi, zabił go, nie wiedząc, że tym mężczyzną był Lajos – jego prawdziwy ojciec. W ten sposób spełniła się pierwsza część przepowiedni.
Idąc dalej, Edyp trafił do Teb. Na miasto napadał Sfinks – potwór o ciele lwa, głowie kobiety i skrzydłach orła, który wszystkim napotkanym zadawał jedną zagadkę: jakie zwierzę rankiem chodzi na czterech nogach, w południe na dwóch, a wieczorem na trzech? Tebańczycy nie mogli znaleźć odpowiedzi i dlatego ginęli. Kreon, który objął władzę, obiecał temu, kto pokona Sfinksa, Teby i rękę swojej siostry – świeżo owdowiałej Jokasty. Edypowi udało się rozwiązać zagadkę – tym zwierzęciem jest człowiek, który jako dziecko raczkuje, potem staje się dorosłym człowiekiem, a na koniec chodzi, podpierając się o lasce. Sfinks w rozpaczy skoczył w przepaść, a Edyp został władcą Teb i ożenił się z matką – i tak spełniła się druga część przepowiedni.
Dla Teb nastał pomyślny czas – Edyp panował szczęśliwie i doczekał się z Jokastą czworga dzieci: dwóch synów (Eteoklesa i Polinejkesa) i dwóch córek (Ismeny i Antygony). Po wielu latach wybuchła w Tebach straszna zaraza. Tyrezjasz zapytany o radę odpowiedział, że na miasto spadła klęska, ponieważ do tej pory żyje w nim nieukarany zabójca Lajosa. Edyp zarządził śledztwo, w wyniku którego dowiedział się całej prawdy o klątwie i swoim pochodzeniu. Jokasta w rozpaczy powiesiła się, zaś Edyp – jej mąż i syn zarazem – niezdolny do samobójstwa oślepił się i kazał córce Antygonie wyprowadzić się daleko poza miasto.
Po odejściu Edypa władzę w Tebach mieli sprawować na zmianę jego synowie, Eteokles i Polinejkes. Jako pierwszy rządy objął Eteokles, ale po upływie roku nie chciał oddać władzy bratu. Wtedy Polinejkes zwrócił się o pomoc do króla Argos, który wraz ze swoimi wojskami najechał na Teby. Rozpoczęła się bratobójcza walka, w której giną obaj bracia. Kreon, który po raz kolejny objął władzę, zadecydował, że Polinejkes nie zasłużył na godny pochówek, zaś Eteokles za swą postawę, jak najbardziej.
Wtedy do Teb powróciła Antygona. Nie zgadzała się z rozkazem władcy i w tajemnicy symbolicznie pochowała Polinejkesa (posypując ciało piaskiem), za co została skazana na śmierć. Popełniła jednak samobójstwo. Gdy dowiedział się o tym, zakochany w niej Hajmon – syn Kreona – uczynił to samo, a po nim także jego matka – żona Kreona – Eurydyka.